# Szczeniatyn Mały
Szczeniatyn Mały lub Szczeniutyn Mały (ukr. Лугове) – wieś na Ukrainie w rejonie włodzimierskim obwodu wołyńskiego.

## Historia
Pod koniec XIX w. wieś w gminie Poryck, w powiecie włodzimierskim.
Do 2020 w rejonie iwanickim.